# Чепелюк Олена Валеріївна
Оле́на Вале́ріївна Чепе́люк (Olena Chepelyuk) - доктор технічних наук, професор, ректор Херсонський національний технічний університет з 2023 року, лауреат Національної премії України ім. Бориса Патона 2021 рік.

## Життєпис
Чепелюк Олена Валеріївна народилась 25 березня 1977року в місті Херсоні. У 1994 році закінчила фізико-технічний ліцей при Херсонському індустріальному інституті. У 1999 році закінчила Херсонський державний технічний університет за спеціальністю «Технологія тканин і трикотажу» і отримала кваліфікацію «Магістр з технології тканин та трикотажу». У 1999 році Чепелюк О.В. здобула кваліфікацію бакалавра з менеджменту.
Чепелюк Олена Валеріївна почала наукові дослідження в 1995 році. У коло наукових інтересів входить дослідження проблем текстильного дизайну, ергономіки, теорії проектування тканини та умов її формування на ткацьких верстатах, тенденції розвитку освіти, теорія і методика навчання.
З 1 грудня 1999 року по 30 листопада 2002 року Чепелюк О.В. навчалася у аспірантурі при ХДТУ. 12 грудня 2002 року захистила дисертацію на здобуття вченого ступеня кандидата технічних наук на тему: «Розробка технології проектування структури тканини та умов заправлення ниток основи на ткацьких верстатах» за спеціальністю 05.19.03 – «Технологія текстильних матеріалів». Дисертацію Чепелюк О.В. захистила у  спеціалізованій раді Д 67.052.02 Херсонського державного технічного університету.
20 квітня 2006 року згідно рішення Атестаційної колегії Міністерства освіти та науки України присвоєно вчене звання доцента.
27 квітня 2011 року Чепелюк О.В. захистила дисертацію на здобуття вченого ступеня доктора технічних наук на тему: «Розвиток наукових основ будови та умов формування тканини з урахуванням її ергономічних і естетичних характеристик» у спеціалізованій вченій раді Д 67.052.02 Херсонського національного технічного університету за спеціальністю 05.18.19. – технологія текстильних матеріалів, швейних і трикотажних виробів.
30 листопада 2012 року згідно рішення Атестаційної колегії Міністерства освіти і науки, молоді та спорту України присвоєно вчене звання професора.
У 2012 році Чепелюк О.В. стала лауреатом Премії Президента України для Молодих Вчених. В цьому ж році сала стипендіатом Верховної Ради України для Молодих Вчених.
У 2019 році закінчила магістратуру у Херсонському національному технічному університеті та отримала ступінь магістра зі спеціальності 022 Дизайн, ОПП «Дизайн».
У 2021 році Олена Валеріївна стала Лауреатом Державної Премії України за роботу: «Текстильні матеріали і вироби спеціального та військового призначення» (Указ Президента України №660/2021 Про присудження Національної премії України імені Бориса Патона 2021 року).
З квітня 2022 року виконувала обов'язки ректора Херсонського національного технічного університету.
З 2022 року Чепелюк Олена Валеріївна – голова Вченої Ради Херсонського національного технічного університету.
13 липня 2023 року наказом Міністерства освіти і науки України №236-к-23, Чепелюк О.В. було призначено на посаду ректора Херсонський національний технічний університет.